# Мурзагулово
Мурзагулово (баш. Мырҙағол) — деревня в Кызыльском сельсовете муниципального района Альшеевский район Республики Башкортостан России.

## Население
| 2002 | 2009 | 2010 |
| ---- | ---- | ---- |
| 100  | ↘73  | ↗85  |

Согласно переписи 2002 года, преобладающая национальность — башкиры (99 %).

## Географическое положение
Расстояние до:
- районного центра (Раевский): 67 км,
- центра сельсовета (Тавричанка): 12 км,
- ближайшей железнодорожной станции (Раевка): 67 км.